# A-40 (航空機)
A-40
A-40
- 用途：哨戒・救難
- 分類：飛行艇
- 製造者：ベリエフ設計局
- 初飛行：1986年12月8日
- 生産数：2機
- 運用状況：開発中断

A-40アリバトロース(A-40アルバトロス；ロシア語:А-40 Альбатросアリバトロース)は、ソビエト連邦のベリエフ設計局で開発された多目的水陸両用飛行艇(Многоцелевой самолет-амфибия)である。「アリバトロース」はロシア語で「アホウドリ」のこと。北大西洋条約機構(NATO)では、「マーメイド」（Mermaid:人魚）というNATOコードネームを割り当てた。1機の試作機と70%まで組み立てられた2号機が存在する。

## 開発・設計
A-40はBe-12の後継機として開発、1986年に初飛行を果たした。第二次世界大戦後、アメリカ合衆国をはじめとする航空先進国の多くでは大型飛行艇は不要であるという結論が出されていたが、ソ連では1960年のBe-12に続いてさらに大型の飛行艇を開発した。A-40の重量は86トンに及び、主翼後方上下に搭載した4 基のジェットエンジンによりTu-154などのジェット旅客機と同じ速度で飛行した。2基のメインエンジンには、D-30KVPが選ばれた。この大型エンジンのすぐ下には、離水時に使用する補助エンジンとして小型のRD-60K(РД-60К)が搭載された。
A-40は対潜任務を第一の目的としていた。ラジオ・オケーター・アンテナを備えた照準・捜索システム「ソヴァー」(«Сова»サヴァー:「梟」の意味)を機首レドームに搭載した。最大機内武装積載量は6,500 kgで、3発までの対潜魚雷「オルラーン」(«Орлан»アルラーン:「鷲」の意味)、または4発から6発の対潜ミサイル「コールシュン」(«Коршун»コールシュン:「鳶」の意味)、「ヤーストレプ」(«Ястреб»ヤーストリェプ:「鷹」の意味)、「オリョール」(«Орел»アリョール:「鷲」の意味)を搭載、主翼下面には空対艦ミサイルKh-35(Х-35)を搭載できた。

### 発展型
A-40をベースに捜索・救難機として開発されたA-42あるいはBe-42(Бе-42)、旅客機型Be-40P(Бе-40П)が計画された。A-42は1988年に開発契約を結んだ。
2000年にはロシアで開催された「水上機サロン2000」(「ギドロアヴィアサロン2000」；«Гидроавиасалон-2000»)にも参加し、ここでA-40の新しい対潜哨戒機派生型であるA-40M(А-40Мアー・ソーラク・エーム)の計画が発表された。この機体は翼面下のエンジンを新しい1,4000馬力のD-27(Д-27) 2基に変更するなどの改設計を行っていた。モトール・シーチは、アヴィアサロンでD-27の飛行艇向けプログラムを発表した。このエンジンの使用は、燃費や能力の向上を可能とし、特に航続距離などの性能をより高めるものとされた。
2018年に発表され、以後開発が進められているとされているA-42の改良型では技術的特性を改善することを目的に翼の形状が変更され、人間工学面での質を改善、消防機能を含む多機能機になり、荒海や水上での救助活動もできるようになる予定。エンジンは新しいPD-14に換装するとされたが、D-27を搭載し航続距離を9,300 kmに拡大するオプションも検討している。空中給油システムも提供される見込み。アビオニクス面では改善された照準レーダー、熱探知機、海波を測定するための飛行ナビゲーションシステム、および新しい通信機器で構成される新しいレーダーを取得する。これには原子力潜水艦を検出・追跡できる最新の装備が含まれる。兵装には改良された爆雷と魚雷が含まれる。更に空中および電子偵察に従事できるようになり、地上、水中、および沿岸のターゲットを検出、識別、追跡し、それらの座標を決定できるようになる。

### 計画の再開
ソビエト連邦の崩壊後1993年に中断されたA-40プロジェクトであるが、軍への納入や生産再開が繰り返し発表されている。
2010年10月にロシア海軍のヴァレリー・ウヴァロフ中将はロシア海軍の水上機の深刻な不足を理由に「計画通りにA-40を稼働させるべきだ」と発言。
2012年9月にベリエフのヴィクトル・コブゼフ氏はIl-38を代替する対潜機作成の為の入札にA-42で参加する意向を表明したが、同年12月にロシア海軍総司令部は2011年に開発のための資金供給を停止、A-42を拒否したと明かした。匿名の情報提供者はベリエフは開発を継続する意向であるとしたが、開発のアイデアについては示さなかった。
2014年7月に統一航空機製造会社のウラジーミル・ミハイロフ氏は、間もなくA-40は復活すると発言、2年後の2016年3月にはロシア軍側の黒海艦隊航空隊司令官ゲンナジー・ザゴノフ大佐が、2020年までに黒海艦隊のBe-12はA-40で代替されると発言した。
2018年9月には「水上機サロン2018」(「ギドロアヴィアサロン2018」）においてA-40の生産を再開する予定と発表された。同時に試作機を実験機にする予定で試作機の復元に取り組んでいることことが明かされている。
2019年9月3日付けの報道によれば国防省筋は、A-42生産を再開するという原則的な決定が下したとされている。

## 型式
A-40(А-40)
対潜哨戒機基本型。1986年初飛行。
A-40M(А-40М)
航空工学的改良およびD-27エンジンの採用による能力向上の図られた対潜哨戒機派生型。計画の段階。
A-40P(А-40П)
Be-40P(Бе-40П)とも呼ばれる。旅客機型の計画機。105 名の乗客を運ぶ客室を備える。計画の段階。
A-40PT(А-40ПТ)
Be-40PT(Бе-40ПТ)とも呼ばれる。貨客機型の計画機。
A-42(А-42)
Be-42(Бе-42)とも呼ばれる。捜索・救難機型。LPS-6(ЛПС-6)モーター救難艇2隻や医療機器を搭載する。計画の段階。
A-42改良型
計画中の改良型。
A-42PE(А-42ПЭ)
Be-42PE(Бе-42ПЭ)とも呼ばれる。捜索・救難機型の計画機。イーウチェンコ＝プロフレース D-27Aエンジン2 基と、離水用のRD-33ASエンジン1 基を搭載する。捜索・追跡システムとしては「モルスコーイ・ズメーイ」(«Морской змей»マルスコーイ・ズミェーイ:「海蛇」の意味)を搭載し、航法システムはARIA-V(АРИА-В)を搭載する。計画の段階。

## スペック

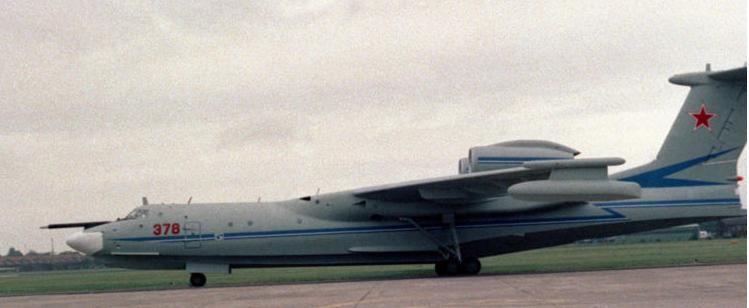
1991年にパリで公開されたA-40

### A-40
- 全幅：42.50 m
- 全長：45.70 m
- 全高：11.07 m
- 翼面積：200.00 m2
- 空虚重量：44000 kg
- 通常離陸・離水重量：86,000 kg
- 最大離陸・離水重量：90,000 kg
- 機内搭載燃料：35,000 kg
- 発動機：アヴィアドヴィガーテリ製 D-30TKPV ×2、クリーモフ製 RD-60K ×2
- 出力：117.68 kN ×2、24.52 kN ×2
- 最高速度：800 km/h
- 巡航速度：720 km/h
- 実用最大航続距離：5,500 km
- 実用最大航続距離(最大積載量時)：4,000 km
- 最大飛行時間(哨戒飛行継続可能時間)：12 時間
- 実用飛行上限高度：13,000 m
- 乗員：4 名
- 武装：6,500 kgまでの機内搭載量で右の内いずれかを搭載：オルラーン対艦魚雷 ×3、コールシュン対潜ミサイル ×4、ヤーストレプ対潜ミサイル ×4、オリョール対潜ミサイル ×6